# Emily Greene Balch
Emily Greene Balch (Boston, 8 gennaio 1867 – Cambridge, 9 gennaio 1961) è stata una pacifista, scrittrice ed economista statunitense, vincitrice, con John Mott, del Premio Nobel per la pace nel 1946, per le sue attività presso la Women's International League for Peace and Freedom (WILPF).

## Biografia
Fu tra le prime diplomate presso il Bryn Mawr College, nel 1889. Continuò a studiare sociologia ed economia in Europa e negli Stati Uniti, e, nel 1896, entrò a far parte del Wellesley College, dove divenne docente di economia e sociologia nel 1913.
Durante la prima guerra mondiale, contribuì alla fondazione della WILPF e partecipò alla campagna contro l'entrata in guerra degli Stati Uniti.
Era coinvolta anche nell'Organizzazione centrale per una pace duratura.
Dovette lasciare il Wellesley College a causa del suo attivismo. In seguito, entrò a far parte della redazione della rivista liberale The Nation, fu segretario della WILPF e lavorò anche presso la Società delle Nazioni.
Si convertì all'Unitarianismo e divenne Quacchera nel 1921. Non si sposò mai.